# Bozz Music
Bozz Music ist das deutsche Plattenlabel des Frankfurter Rappers Azad. Es hat seinen Sitz in Frankfurt am Main.

## Geschichte
Bozz Music wurde im Jahre 2004 vom Frankfurter Rapper Azad als ein eigenes Sublabel innerhalb der Universal Music Labelgruppe gegründet, nachdem dieser von Pelham Power Productions zu Urban gewechselt war.
Erstmals für Schlagzeilen sorgte das Label bei der Veranstaltung des Stuttgarter Festivals MTV HipHop Open 2004, als es im Backstagebereich zwischen Künstlern des Bozz Music Labels und Aggro Berlin zu einer handgreiflichen Auseinandersetzung kam. Im gleichen Jahr wurde mit Bozz Music Volume 1 der erste Labelsampler veröffentlicht.
Für weitere Schlagzeilen sorgte das Label mit der Veröffentlichung von Der Bozz gegen Ende des Jahres 2005. Die Bundesprüfstelle für jugendgefährdende Medien erklärte im Bundesanzeiger vom 31. Dezember 2005 die Einstufung der Lieder Nr. 8 (Judgement Day) und Nr. 10 (Blackout) als „verrohend“ und „gewaltverherrlichend“. Das Album wurde am 8. Dezember 2006 in Form eines STI Remixalbums wiederveröffentlicht. Dabei wurden die indizierten Titel durch Frankfurt mit Warheit und A.Z. Pitbull vs. Shmok Muzik ersetzt.
2006 verpflichtete das Label den Hip-Hop Produzenten Benny Blanco und erweiterte dadurch nach der Verpflichtung der bisherigen Produzenten STI, Milan Martelli, M3 & Noyd und Brisk Fingaz sein Produzenten-Team. Neben Benny Blanco wurde auch der Rapper Yassir unter Vertrag genommen.
2008 verließ Jonesmann das Label, um ein eigenes mit dem Namen Echte Musik zu gründen. Ebenfalls im gleichen Jahr lief der Vertrag von Bozz Music mit Urban/Universal Music aus. Künftige Veröffentlichungen sollten in Zusammenarbeit mit Groove Attack erscheinen.
2009 gehörten zu den aktuellen Künstlern des Labels neben Azad nur noch 439 und Jeyz. Bozz Music veröffentlichte im selben Jahr mit Azphalt Inferno das erste Streetalbum von Azad, gefolgt von dem 6. Soloalbum Assassin.
Aufgrund der schlechten finanziellen Lage gab Azad im Oktober 2009 bekannt, dass Bozz Music geschlossen wird. Nach längerer Pause wurde 2016 Leben II auf dem Label veröffentlicht.

## Künstler
Rapper
- Azad
- Erabi (seit 2019)

Produzenten
- Brisk Fingaz
- Milan Martelli
- Benny Blanco
- STI
- M3 & Noyd

### Ehemalige Künstler
- Jonesmann (Label-Boss und Gründer von ECHTE MUSIK)
- Yassir (jetzt 7skillz)
- Sezai (Mitglied von Warheit)
- Chaker (Mitglied von Warheit)
- 439 (Solo & Hanybal)
- Animus
- Calo
- Jeyz